# Adipocyt
Adipocyt (adypocyt, komórka tłuszczowa) – główny rodzaj komórek, z których zbudowana jest tkanka tłuszczowa. Podstawową rolą adipocytu jest synteza i magazynowanie energii pod postacią tłuszczów prostych (trójglicerydy).

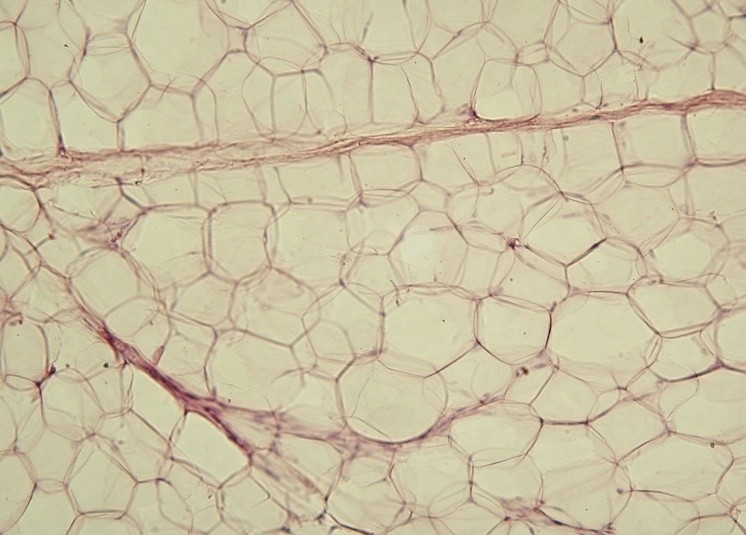
Tkanka tłuszczowa biała człowieka wyługowana w skrawku parafinowym, obraz mikroskopowy

Adipocyty mogą się rozrastać w dwojaki sposób: na skutek hipertrofii (zwiększenie rozmiaru komórek), hiperplazji (zwiększenie liczby komórek).

## Adipogeneza
Komórka prekursorowa na skutek łączenia wakuoli (lipidowych kropelek) przekształca się w dojrzałego adipocyta.  Pierwsze adipocyty pojawiają się u 14 tygodniowego płodu. Szacuje się, że po urodzeniu organizm ludzki liczy ok. 30 mln komórek tłuszczowych. U noworodka tkanka tłuszczowa stanowi 13% masy ciała, by u 9-miesięcznego oseska stanowić już 25 - 28% masy ciała. Badania epidemiologiczne potwierdzają, że choroby infekcyjne u dobrze odżywionych niemowląt lub małych dzieci mają lżejszy przebieg i mniejsze ryzyko śmierci. Jednak przekarmienie dzieci w późniejszym okresie powoduje zwiększenie liczby adipocytów, które w wyniku złej diety z wiekiem powiększają się.
Wyróżnia się dwa okresy wzrostu adipocytów:
- I okres to przełom 1 i 2 roku życia wielkość i liczba adipocytów aż do 8 - 10 roku życia utrzymuje się na stałym poziomie. Tkanka tłuszczowa w tym okresie powiększa się na zasadzie hipertrofii[3].
- II okres to wiek 10 - 18 lat. W tym czasie czynniki środowiskowe wywierają największy wpływ na rozwój i funkcjonowanie tkanki tłuszczowej[3]. W okresie dojrzewania tkanka tłuszczowa powiększa się wskutek hiperplazji.

Lipoliza i lipogeneza pozostaje pod silnym wpływem czynników nerwowych, hormonalnych oraz innych czynników biorących udział w metabolizmie.

## Rodzaje
Rozróżniane są trzy rodzaje tkanki tłuszczowej:
- biała (ang. white adipose tissue WAT)
- brązowa lub brunatna (ang. brown adipose tissue BAT)
- różowa (ang. pink adipose tissue PAT)

Odkryto także adipocyty beżowe (ang. Beige/Brite Adipose Tissue), które są podobne morfologicznie do adipocytów tkanki tłuszczowej brązowej. Występują jako rozsiane wysepki w tkance tłuszczowej białej i pochodzą tak samo z mezenchymatycznych komórek macierzystych. Adipocyty beżowe wykazują wysoką zdolność do produkcji ciepła, ze względu na dużą zawartość termogeniny.
Adipocyty mogą mieć średnicę 20-160 μm.

## Komórki białej (żółtej) tkanki tłuszczowej
Zawierają bardzo duże krople tłuszczu, są magazynem substancji zapasowych, tworzą również izolację cieplną. Wydzielają estran. Różne odcienie koloru żółtego adipocyty zawdzięczają obecności rozpuszczanych w kropelce tłuszczu substancji m.in. beta-karotenu.

## Komórki brązowej tkanki tłuszczowej
Zawierają duże ilości małych kropelek tłuszczu. Odpowiadają za wytwarzanie ciepła i utrzymanie stałej temperatury ciała. U organizmów hibernujących warunkują wyjście ze stanu uśpienia do zwykłej aktywności.